# Ravno
För andra betydelser, se Ravno (olika betydelser).
Ravno (kyrilliska: Равно) är en ort i kommunen Ravno i kantonen Hercegovina-Neretva i södra Bosnien och Hercegovina. Orten ligger cirka 52,5 kilometer söder om Mostar. Ravno hade 597 invånare vid folkräkningen år 2013.
Av invånarna i Ravno är 97,82 % kroater och 1,68 % serber (2013).